# 国体文化
『国体文化』（こくたいぶんか）は、里見日本文化学研究所・日本国体学会から刊行されている月刊誌。

## 概要
大正15年（1926年）に、国体学者里見岸雄の研究機関であった里見日本文化学研究所から『日本文化』として創刊され、何度かの改題を経て平成18年（2006年）4月から現名称。平成29年（2017年）現在、編集長は金子宗徳。
書店での販売はなく、日本国体学会のウェブサイトを通じた販売のみ。定価500円。年間購読料は誌友5,000円・会員10,000円。
「国家なき時代を領導する」とのキャッチフレーズを掲げ、グローバル化が進む時代だからこそ「人類社会の模範たり得る〈国体〉を改めて見直し、現実の国家に反映させること」が必要と主張。「我が国の将来に関して真摯な議論を展開する言論誌でありたい」という姿勢を堅持し、国体・皇室問題については、著名な言論人にも厳しい批判を加える。

## 『WiLL』に対しての批判
『WiLL (雑誌)』（平成28年6月号）に掲載された西尾幹二・加地伸行の対談「いま再び皇太子さまに諫言申し上げます」に対し、金子宗徳の「西尾幹二・加地伸行への断筆勧告」を掲載したが、これについて中島岳志は「国体論の本質を追究することで、右派論壇の問題点をあぶり出す議論は、傾聴に値する」と評価している。